# Graue Kreiselschnecke
Die Graue Kreiselschnecke, auch bekannt als Aschgraue Kreiselschnecke, Aschfarbene Kreiselschnecke oder Friesenknopf (Steromphala cineraria) ist eine Schnecke aus der Familie der Kreiselschnecken  aus der Gattung Steromphala (Gray, 1847), die im Nordatlantik lebt.

## Verbreitung
Bereits seit dem späten Pleistozän ist die graue Kreiselschnecke in der Nordsee endemisch. Mittlerweile findet man die Art außerdem im Atlantik, wo sie auf den Azoren, den Kanarischen Inseln und an den Küsten Marokkos vorkommt.
Die Meeresschnecken leben in ständig von Wasser bedeckten Bereichen von bis zu 100 Meter Tiefe (sublitoral). Man findet sie dort auf Hartböden und auch auf großen Tangflächen.

## Aussehen
Das kräftige, kegelförmige Gehäuse dieser Schnecken-Art hat bis zu sechs schwach gewölbte Umgänge. Während die Innenseite glatt und perlmuttrig-irisierend ist, zeichnet sich die Außenseite dadurch aus, dass sie flach spiralig gerippt ist. Der Nabel ist wenig von der Mündung der Innenlippe verengt, der Deckel ist rund und hornig. Das Gehäuse mit roten oder violettbraunen Streifen erreicht eine Höhe von 1,6 cm bis zu 2 cm.

## Verwandte Arten

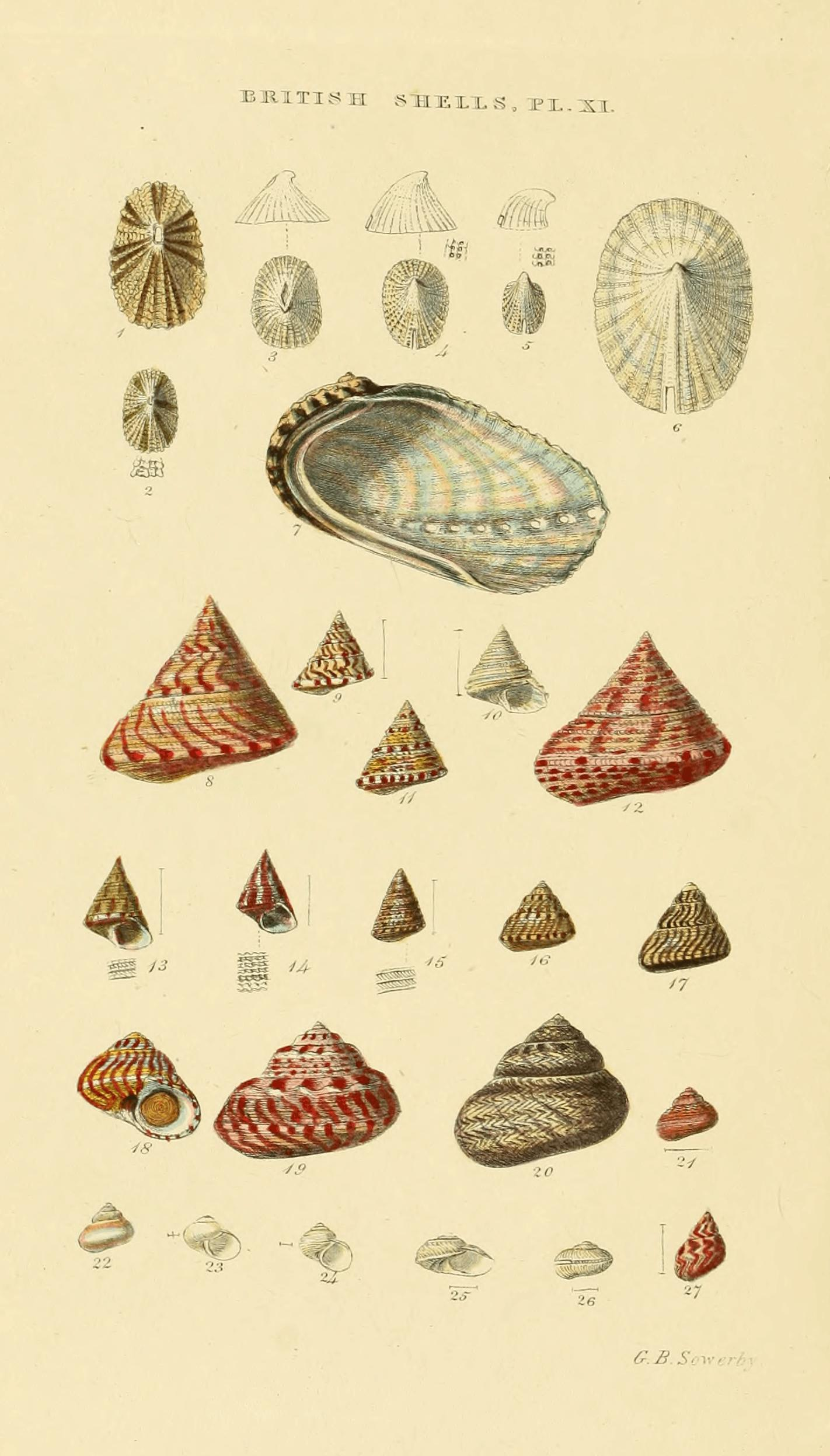
Illustration von George Brettingham Sowerby II, 1859.
In der zweiten Reihe von unten ist die graue Kreiselschnecke die zweite Schnecke von rechts

Die Graue Kreiselschnecke ist eine von über 30 Spezies aus der Gattung der Steromphala.
Die Arten der Gattung, die zum Teil bereits ausgestorben sind, wurden (2022) wie folgt vom World Register of Marine Species aufgeführt:
- Steromphala adansonii (Payraudeau, 1826)
- Steromphala adriatica (Philippi, 1844)
- Steromphala albida (Gmelin, 1791)
- † Steromphala biangulata (Eichwald, 1830)
- † Steromphala brevispira (Harmer, 1923)
- † Steromphala brocchii (Mayer in Cocconi, 1873)
- Graue Kreiselschnecke Steromphala cineraria (Linnaeus, 1758)
- † Steromphala cineroides (Wood, 1842)
- † Steromphala dertosulcata (Sacco, 1896)
- † Steromphala distefanoi (Crema, 1903)
- Steromphala divaricata (Linnaeus, 1758)
- † Steromphala insignis (Millet, 1854)
- Steromphala leucophaea (Philippi, 1836)
- † Steromphala milleti (Ceulemans, Van Dingenen & Landau, 2016)
- † Steromphala monodontoides (Millet, 1854)
- Steromphala nebulosa (Philippi, 1849)
- Steromphala nivosa (A. Adams, 1853)
- † Steromphala olympica (Garilli, Crisci & Messina, 2005)
- Steromphala pennanti (Philippi, 1846)
- † Steromphala perconica (Sacco, 1896)
- † Steromphala pliocenica (Greco, 1970)
- † Steromphala provosti (Ceulemans, Van Dingenen & Landau, 2016)
- Steromphala racketti (Payraudeau, 1826)
- Steromphala rarilineata (Michaud, 1829)
- † Steromphala simulans (De Stefani & Pantanelli, 1878)
- Steromphala spratti (Forbes, 1844)
- † Steromphala subcineraria (d’Orbigny, 1852) †
- † Steromphala taurolaevis (Sacco, 1896) †
- † Steromphala terrerossae (Spadini, 1986)
- Steromphala tumida (Montagu, 1803)
- Steromphala umbilicalis (da Costa, 1778)
- Steromphala umbilicaris (Linnaeus, 1758)
- Steromphala varia (Linnaeus, 1758)
- † Steromphala verae (Chirli, 2004)